# Cause I Sez So
Cause I Sez So – czwarty album studyjny zespołu New York Dolls, wydany 5 maja 2009 roku przez wytwórnię Atco Records.

## Lista utworów
1. "'Cause I Sez So" (David Johansen/Sylvain Sylvain) – 3:06
2. "Muddy Bones" (David Johansen/Sami Yaffa) – 3:00
3. "Better Than You" (Steve Conte/David Johansen) – 3:22
4. "Lonely So Long" (David Johansen/Sylvain Sylvain) – 4:05
5. "My World" (David Johansen/Sylvain Sylvain) – 3:26
6. "This Is Ridiculous" (Steve Conte/David Johansen) – 3:15
7. "Temptation to Exist" (Steve Conte/David Johansen/Sami Yaffa) – 4:02
8. "Making Rain" (David Johansen/Sylvain Sylvain) – 4:06
9. "Drowning" (David Johansen/Sylvain Sylvain) – 3:32
10. "Nobody Got No Bizness" (Steve Conte/David Johansen/Sylvain Sylvain) – 2:58
11. "Trash" (David Johansen/Sylvain Sylvain) – 3:52
12. "Exorcism of Despair" (David Johansen/Sylvain Sylvain) – 2:45
13. "Lipstick, Powder & Paint" – 3:26 (iTunes bonus track)

## Skład
- David Johansen – wokal, harmonijka ustna
- Sylvain Sylvain – gitara
- Steve Conte – gitara
- Sami Yaffa – gitara basowa
- Brian Delaney – perkusja
- Brian Koonin – pianino